# Aram-Damaskus
Aram-Damaskus, Aram var ett arameiskt kungarike i Syrien 1200–733 f.Kr., där Damaskus var huvudstaden. Aram-Damaskus hade sin glansperiod under kung Hasaels styre under den senare hälften av 800-talet f.Kr. När kungadömet var som störst sträckte det sig från Golanhöjderna i söder till cirka tio mil nordost om Damaskus.
Assyriens kung Tiglath-Pileser III erövrade staden Damaskus år 732 f.Kr.
Det fanns flera arameiska riken förutom Aram-Damaskus, men de sista av dem invaderades av Assyriska imperiet när detta utvidgades. Flera arameiska småriken nämns i Gamla testamentet. Av dessa förekommer Aram-Damaskus oftast. De omtalas i regel som Israels motståndare.

## Kungar i Aram-Damaskus
Kungalängden i Aram-Damaskus är historiskt oklar. Källorna är Gamla testamentet och enstaka inskrifter. Gamla testamentets berättelser kan vara i ett kronologiskt felaktigt sammanhang som gör att man blandar ihop kungar med samma namn.
- Reson
- Hezjon
- Tabrimmon
- Bar Hadad I
- Hadad-Idri
- Bar Hadad II
- Hasael
- Bar Hadad III
- Hadianu
- Resin (750–732 f.Kr)